# أساهيكاوا (هوكايدو)
مدينة أساهيكاوا (بالإنجليزية: Asahikawa) هي أحد المدن التابعة لمحافظة هوكايدو. تأسست رسميًا في 01/08/1922. ويقدر عدد سكانها بـ 350511 نسمة حسب تقدير مكتب الإحصاء الياباني لعام 2012. تبلغ مساحة أساهيكاوا 747.6 كم2. بكثافة سكانية تبلغ 469 نسمة/كم2.

## المناخ
يظهر الجدول التالي التغييرات المناخية على مدار السنة لأساهيكاوا:
| البيانات المناخية لـأساهيكاوا     | البيانات المناخية لـأساهيكاوا | البيانات المناخية لـأساهيكاوا | البيانات المناخية لـأساهيكاوا | البيانات المناخية لـأساهيكاوا | البيانات المناخية لـأساهيكاوا | البيانات المناخية لـأساهيكاوا | البيانات المناخية لـأساهيكاوا | البيانات المناخية لـأساهيكاوا | البيانات المناخية لـأساهيكاوا | البيانات المناخية لـأساهيكاوا | البيانات المناخية لـأساهيكاوا | البيانات المناخية لـأساهيكاوا | البيانات المناخية لـأساهيكاوا |
| الشهر                             | يناير                         | فبراير                        | مارس                          | أبريل                         | مايو                          | يونيو                         | يوليو                         | أغسطس                         | سبتمبر                        | أكتوبر                        | نوفمبر                        | ديسمبر                        | المعدل السنوي                 |
| --------------------------------- | ----------------------------- | ----------------------------- | ----------------------------- | ----------------------------- | ----------------------------- | ----------------------------- | ----------------------------- | ----------------------------- | ----------------------------- | ----------------------------- | ----------------------------- | ----------------------------- | ----------------------------- |
| الدرجة القصوى °م (°ف)             | 11.7 (53.1)                   | 12.2 (54.0)                   | 18.8 (65.8)                   | 29.6 (85.3)                   | 34.3 (93.7)                   | 35.9 (96.6)                   | 35.0 (95.0)                   | 36.0 (96.8)                   | 32.9 (91.2)                   | 25.0 (77.0)                   | 22.0 (71.6)                   | 14.7 (58.5)                   | 36.0 (96.8)                   |
| متوسط درجة الحرارة الكبرى °م (°ف) | −3.5 (25.7)                   | −2.1 (28.2)                   | 2.6 (36.7)                    | 11.7 (53.1)                   | 17.7 (63.9)                   | 22.9 (73.2)                   | 25.8 (78.4)                   | 26.3 (79.3)                   | 21.6 (70.9)                   | 14.8 (58.6)                   | 5.8 (42.4)                    | −0.8 (30.6)                   | 11.9 (53.4)                   |
| المتوسط اليومي °م (°ف)            | −7.5 (18.5)                   | −6.5 (20.3)                   | −1.8 (28.8)                   | 5.6 (42.1)                    | 11.8 (53.2)                   | 16.5 (61.7)                   | 20.2 (68.4)                   | 21.1 (70.0)                   | 15.9 (60.6)                   | 9.2 (48.6)                    | 1.9 (35.4)                    | −4.3 (24.3)                   | 6.8 (44.3)                    |
| متوسط درجة الحرارة الصغرى °م (°ف) | −13.3 (8.1)                   | −12.7 (9.1)                   | −6.3 (20.7)                   | 0.0 (32.0)                    | 5.4 (41.7)                    | 11.6 (52.9)                   | 15.9 (60.6)                   | 16.8 (62.2)                   | 11.2 (52.2)                   | 3.9 (39.0)                    | −2 (28)                       | −7.9 (17.8)                   | 2.0 (35.6)                    |
| أدنى درجة حرارة °م (°ف)           | −41 (−42)                     | −38.3 (−36.9)                 | −34.1 (−29.4)                 | −19 (−2)                      | −7.1 (19.2)                   | −1.2 (29.8)                   | 1.0 (33.8)                    | 2.4 (36.3)                    | −1.8 (28.8)                   | −8 (18)                       | −25 (−13)                     | −30 (−22)                     | −41 (−42)                     |
| الهطول مم (إنش)                   | 69.6 (2.74)                   | 51.3 (2.02)                   | 54.0 (2.13)                   | 47.6 (1.87)                   | 64.8 (2.55)                   | 63.6 (2.50)                   | 108.7 (4.28)                  | 133.5 (5.26)                  | 130.9 (5.15)                  | 104.3 (4.11)                  | 117.2 (4.61)                  | 96.6 (3.80)                   | 1٬042٫1 (41.02)               |
| متوسط تساقط الثلوج سم (إنش)       | 174 (69)                      | 131 (52)                      | 111 (44)                      | 23 (9.1)                      | 0 (0)                         | 0 (0)                         | 0 (0)                         | 0 (0)                         | 0 (0)                         | 3 (1.2)                       | 107 (42)                      | 189 (74)                      | 743 (293)                     |
| متوسط الأيام المثلجة              | 30.4                          | 26.8                          | 25.1                          | 9.4                           | 0                             | 0                             | 0                             | 0                             | 0                             | 2.9                           | 17.7                          | 29.3                          | 141.6                         |
| متوسط الرطوبة النسبية (%)         | 80                            | 79                            | 69                            | 67                            | 66                            | 74                            | 78                            | 79                            | 77                            | 78                            | 81                            | 82                            | 76                            |
| ساعات سطوع الشمس الشهرية          | 73.8                          | 105.8                         | 149.6                         | 167.1                         | 197.6                         | 189.3                         | 161.8                         | 147.3                         | 142.2                         | 132.0                         | 64.0                          | 60.3                          | 1٬590٫8                       |
| المصدر: JPA                       |                               |                               |                               |                               |                               |                               |                               |                               |                               |                               |                               |                               |                               |

## توأمة
لأساهيكاوا (هوكايدو) اتفاقيات توأمة مع كل من:
- نورمال
- بلومنجتون
- سوون
- غيونغي
- يوجنو-ساخالينسك
- هاربن

## أعلام
- كينجي اكاشي
- بويتشي تيراساوا
- يوميكو إيغاراشي
- تاكيشي أونو
- أسا أندو